# Cavitazione nella trasmissione impulsiva sonar

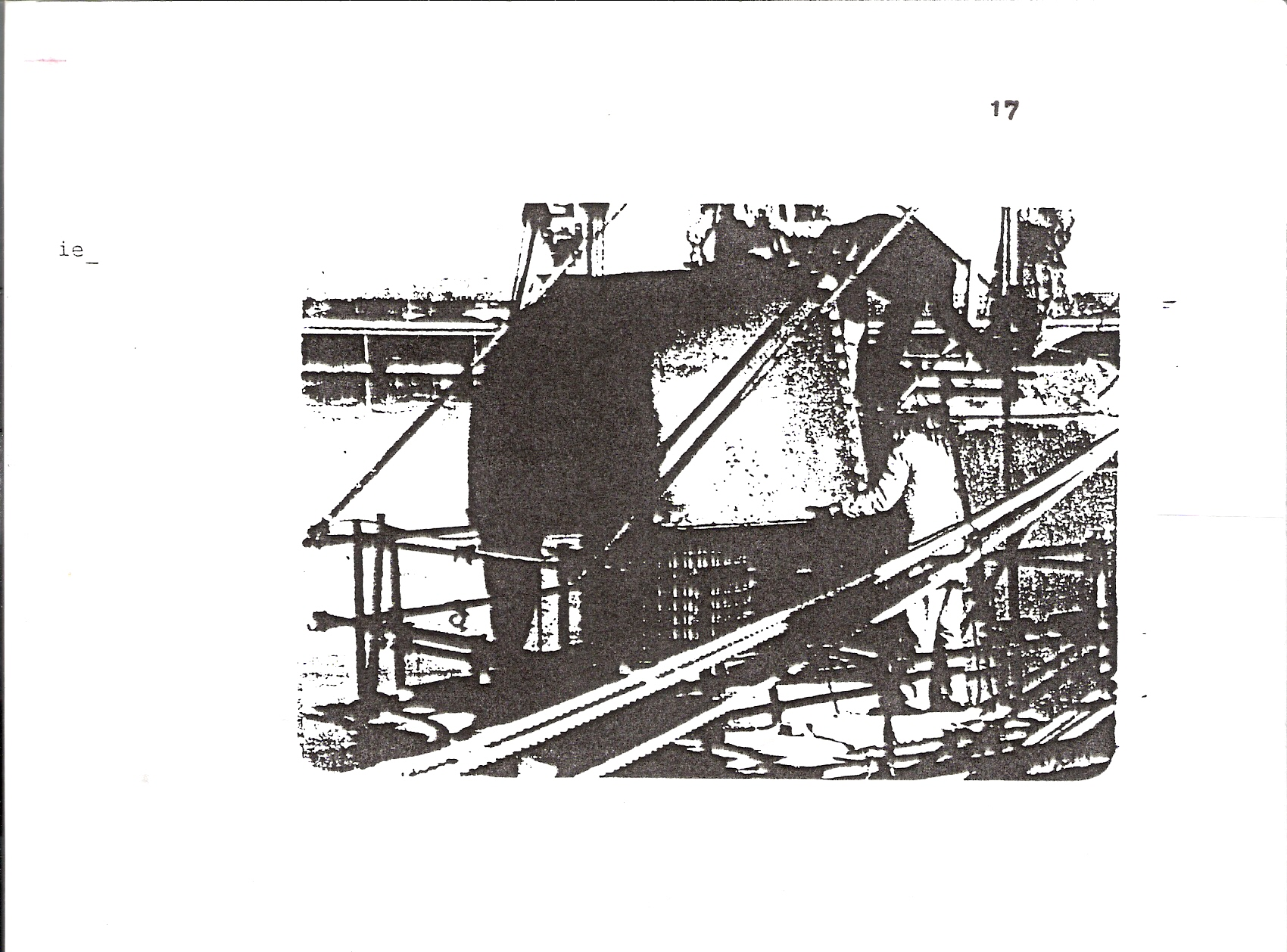
Fase di montaggio.

Tra gli elementi che possono creare difficoltà durante l'impiego dei localizzatori subacquei attivi vi sono gli effetti della cavitazione nella trasmissione impulsiva sonar.
La cavitazione è il fenomeno per il quale, a seguito d'emissione di energia acustica in acqua con il trasduttore di potenza del sonar, la pressione conseguente, indicata con il termine ({\displaystyle LI}; Index Level), induce la formazione di bolle del gas disciolto nell'elemento; molteplici fattori, oggetto di studi specialistici,  influenzano il fenomeno.
La cavitazione insorge quando, nel ciclo di oscillazione dell'impulso acustico emesso dal sonar, la sua pressione istantanea supera la somma della pressione statica, presente nell'ambiente non perturbato.
Il fenomeno, oltre a provocare rumore in mare, quando le bolle implodono, genera una sorta di barriera gassosa che impedisce all'energia acustica generata dal trasduttore di trasmettersi nel mezzo.
Il verificarsi della cavitazione dipende dal rapporto tra la pressione dell'impulso acustico emesso e la pressione dell'ambiente, questa è subordinata alla profondità alla quale si emettono gli impulsi acustici.

## Le variabili nel computo di LI
Per il calcolo della massima pressione acustica {\displaystyle LI},   che il sonar può emettere al limite dell'innesco della cavitazione si devono determinare:
{\displaystyle Wac/m^{2}} = massima potenza acustica che il mare è in grado di dissipare prima che si generi la cavitazione.
{\displaystyle DI} = guadagno di direttività del trasduttore di potenza espresso in decibel. 

### Valutazione orientativa della potenza acustica Wac
La valutazione della potenza acustica limite , {\displaystyle Wac/m^{2}}, generata dal trasduttore in acqua che innesca la cavitazione è funzione della profondità {\displaystyle h} alla quale è posto l'emettitore.
L'espressione approssimata di calcolo della potenza acustica, che non tiene conto di molteplici fattori che incidono sul fenomeno, è:
{\displaystyle I(h)=(10^{4}/3)[(h/10)+1.8]^{2}} 
Dove:
{\displaystyle I(h)} è espresso in {\displaystyle Wac/m^{2}}
{\displaystyle h} è la quota di calcolo in metri.
Esempio:
Trasduttore d'emissione impulsiva sonar alla quota 
{\displaystyle h=2\ m}
{\displaystyle I(h)=(10^{4}/3)[(2/10)+1.8]^{2}=13333\ Wac/m^{2}} 
{\displaystyle 13333\ Wac/m^{2}} è la potenza acustica emessa in mare, alla profondità di {\displaystyle 2\ m},  che innesca il fenomeno della cavitazione.

### Calcolo del guadagno di direttività DI della base acustica d'emissione
Il calcolo del {\displaystyle DI} espresso in decibel, necessario per la determinazione del massimo livello di pressione {\displaystyle LI}, è sviluppabile con una formula generale che, anche se approssimata,  consente un utile indirizzo di lavoro. 
L'algoritmo di calcolo è dipendente dalla frequenza di lavoro e dalla superficie del trasduttore d'emissione.
{\displaystyle DI=10\cdot \log _{10}{[{\frac {(4\cdot \pi \cdot A-2\cdot \lambda \cdot {\sqrt {A}}+2\cdot \lambda ^{2})}{\lambda ^{2}}}]}}
in cui:
{\displaystyle A=} superficie del trasduttore in m².  Se il trasduttore è cilindrico si fa riferimento alla superficie del doppio del rettangolo che lo genera.
{\displaystyle \lambda =c/f} Lunghezza d'onda della frequenza di lavoro
{\displaystyle c=1530\ m/s.} Velocità del suono in mare
Esempio di calcolo del  {\displaystyle DI} per una base cilindrica dalle dimensioni:
{\displaystyle r=0.2\ m;\quad h=0.5\ m\quad }  sup. equivalente {\displaystyle A=0.2\ m^{2}}
frequenza di emissione {\displaystyle f=9000\ Hz}
{\displaystyle \lambda =1530/9000\ Hz=0.17}
{\displaystyle DI=10\cdot \log _{10}{[{\frac {(4\cdot \pi \cdot 0.2-2\cdot 0.17\cdot {\sqrt {0.2}}+2\cdot 0.17^{2})}{0.17^{2}}}]}=19\ dB}

## La cavitazione e la variabile LI
Le dimensioni di {\displaystyle LI}, espresse come pressione generata della sorgente acustica ad {\displaystyle 1\ m} di distanza sono:
{\displaystyle LI=x\quad dB/\mu Pa/1\ m}
Per i computi del livello d'emissione {\displaystyle LI} nei rapporti con la cavitazione è necessario il valore dell'indice di direttività {\displaystyle DI} .
Il calcolo della pressione del segnale acustico impulsivo generato dalla base di trasmissione è sviluppabile con l'algoritmo:
{\displaystyle LI=10\cdot \log _{10}{Wac/m^{2}}+DI+172\ dB}
per:
{\displaystyle Wac/m^{2}} = potenza acustica emessa in acqua dal trasduttore
{\displaystyle DI=} (Directivity Index)  guadagno di direttività del trasduttore di emissione espresso in decibel (dipende dalle dimensioni del trasduttore e dalla frequenza di lavoro)
{\displaystyle 172\ dB=} coefficiente di conversione tra potenza acustica e pressione espresso in decibel.

## Calcolo del valore limite di SL

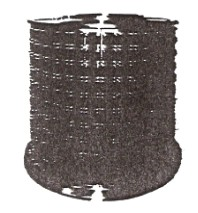
Trasduttore cilindrico

Caratteristiche del trasduttore d'emissione con riferimento alla figura:
Cilindro {\displaystyle r=0.4\ m\quad h=1m}
Sup.eq {\displaystyle A=0.8\ m^{2}}
Frequenza di lavoro: {\displaystyle f=9000\ Hz}
Quota trasduttore: {\displaystyle h=10\ m} 
Calcolo potenza limite per cavitazione
{\displaystyle I(h)=(10^{4}/3)[(10/10)+1.8]^{2}=26133\ Wac/m^{2}}
Calcolo del {\displaystyle DI}
{\displaystyle \lambda =1530/9000\ Hz=0.17}
{\displaystyle DI=10\cdot \log _{10}{[{\frac {(4\cdot \pi \cdot 0.8-2\cdot 0.17\cdot {\sqrt {0.8}}+2\cdot 0.17^{2})}{0.17^{2}}}]}=25\ dB}
Calcolo {\displaystyle LI} massimo 
{\displaystyle LI=10\cdot \log _{10}{Wac/m^{2}}+DI+172\ dB}
per {\displaystyle DI=25\ dB}
{\displaystyle LI=10\cdot \log _{10}{26133}+25+172=241\ dB/\mu Pa/1m}
Con le approssimazioni fatte la cavitazione si innescherebbe al livello di trasmissione pari a:
{\displaystyle LI=241\ dB/\mu Pa/1m}

### Inciso
Il calcolo del valore limite della soglia di cavitazione è sviluppato come se la potenza acustica fosse continua, un sensibile aumento della soglia si otterrebbe se l'emissione fosse impulsiva.

## note
Annotazioni
1. ↑  Sottomarino Cl. Sauro, cantieri di Monfalcone, 1970
2. ↑   LI è la variabile principale nei calcoli delle portate di scoperta sonar con il metodo dell'eco
3. ↑  LI è espresso in {\displaystyle dB/\mu Pa/1m}
4. ↑   dato orientativo
5. ↑  Le modalità di calcolo del {\displaystyle DI} sono analoghe ai computi delle direttività per i sistemi sonar riceventi
6. ↑  Manufatto S.p.a USEA - 1968
7. ↑  I dati assunti per l'esempio di calcolo sono relativi alla base di trasmissione dei sottomarini Classe Sauro
8. ↑  Nell'ipotesi di sottomarino a quota -10 m
9. ↑  Livello di pressione acustica per il quale s'innesca il fenomeno ella cavitazione

Fonti
1. ↑  Del Turco,  p. 27.
2. ↑  Del Turco,  pp. 181-182.
3. ↑  De Dominics,  pp. 119-126.
4. ↑  Pazienza,  pp. 351-354.
5. ↑  De Dominics,  pp. 231-233.
6. ↑  Del Turco,  pp. 59-62.
7. ↑  De Dominics,  pp. 23-236.